# Цукахара Наокі
Цукахара Наокі  (яп. 塚原 直貴, 10 травня 1985) — японський легкоатлет, олімпійський медаліст.

## Виступи на Олімпіадах
| Олімпіада  | Дисципліна              | Місце     |
| ---------- | ----------------------- | --------- |
| Пекін 2008 | біг на 100 метрів       | 7 h2 r3/4 |
| Пекін 2008 | естафета 4 x 100 метрів | 3         |